# エイントリー・モーターレーシング・サーキット
エイントリー・モーターレーシング・サーキット(英語: Aintree Motor Racing Circuit)は、イギリス マージーサイド州 エイントリーに位置するサーキット。1955年から1962年までの間に5回F1のイギリスグランプリが開催されたほか、11回のノンタイトル戦が開催された。のちにコースは縮小され、現在は小規模なイベントに使用されるのみとなっている。エイントリー競馬場に併設されている。